# David Gil Dalin
David Gil Dalin (San Francisco, 28 giugno 1949) è un rabbino e storico statunitense.

## Biografia
Dalin, appartenente all'Ebraismo conservatore, è inoltre autore e coautore di molti libri sulla storia ebraica. È attualmente professore di Storia e Scienza Politica nella Ave Maria University in Florida. In precedenza era stato professore associato di Storia del Giudaismo Americano nella Università di Hartford. Dalin ha ricevuto il Bachelor's degree dalla Università della California e il Master's and doctorate dalla Brandeis University, mentre ha ricevuto l'ordinazione di rabbino dalla Jewish Theological Seminary of America.
La sua notorietà a livello mondiale gli deriva dai suoi studi storici sulla figura e sul ruolo di Papa Pio XII durante la Seconda guerra mondiale, del quale Dalin difende senza mezzi termini l'operato dalle accuse ideologiche di filonazismo e di silenzio sull'Olocausto e anzi gli ascrive il merito di aver salvato centinaia di migliaia di Ebrei dalla deportazione nazista. In Italia il libro che espone le sue analisi e documentazioni storiche (The Myth of Hitler's Pope: How Pope Pius XII rescued Jews from the Nazis) è stato pubblicato col titolo La leggenda nera del Papa di Hitler.

## Opere
- Public Affairs and the Jewish Community: The Changing Political World of San Francisco Jews (1977) doctoral dissertation
- American Jews and the Separationist Faith. A New Debate on Religion in Public Life (1993) editor
- From Marxism to Judaism: Selected Essays of Will Herberg (1997) editor
- Making a Life, Building a Community: A History of the Jews of Hartford (1997) with Jonathan Rosenbaum
- Secularism, Spirituality, and the Future of American Jewry (1999) editor with Elliott Abrams
- The Presidents of the United States and the Jews (2000) with Alfred J. Kolatch
- Religion and State in the American Jewish Experience (2000) editor with Jonathan D. Sarna
- The Pius War: Responses to the Critics of Pius XII (2004) with Joseph Bottum
- La leggenda nera del Papa di Hitler, Piemme 2007